# Marco Polo
Marco Polo, beneški trgovec in raziskovalec, * 1254, domnevno Benetke, Beneška republika (danes Italija), † 8. januar 1324, Benetke.
Marco Polo je bil slaven srednjeveški popotnik. Skupaj z očetom in stricem, znanima beneškima trgovcema, se je odpravil v Azijo iskat nove trgovske poti. Na poti je spoznal številna dotedaj še neznana ljudstva in kraje, prepotoval je Indijo ter veliko časa preživel na Kitajskem, kjer je postal celo zaupnik in pomočnik takratnega mongolskega vladarja Kublaj Kana. Po 24 letih se je vrnil v domovino, ki je medtem zapletla v vojno z Genovsko republiko in Polo je bil zajet v eni od bitk ter zaprt. Njegov sojetnik, pisatelj Rustichello da Pisa, je zapisal Polovo pripoved v knjigi Il Millione (Milijon) (COBISS), ki je postala v Evropi zelo priljubljena in je bila prevedena v mnoge evropske jezike.

## Življenje

### Zgodnje življenje in potovanje v Azijo
Marco Polo se je rodil v 15. septembra 1254 v Benetkah, morda v nekdanji contradi San Giovanni Crisostomo, kjer je bila kasneje njegova hiša. Nekateri manj zanesljivi viri omenjajo njegov dalmatinski izvor. Na Korčuli imajo hišo, v kateri naj bi se rodil.
Leta 1260 sta brata Niccolò (markov oče) in Matteo (markov stric) prebivala v Konstantinoplu (Carigradu) ter predvidela politične spremembe. Zamenjala sta svoje premoženje za dragulje in odpotovala. Glede na navedbe v knjigi Potovanja Marka Pola, sta potovala skozi precejšen del Azije in se srečala s Kublajkanom. Njuna odločitev se je izkazala za pametno. Leta 1261 je Konstantinopel ponovno zavzel Mihail Palaeologus, vladar nikejskega cesarstva. Cesar je takoj naročil požig Beneške četrti. Prijeti beneški državljani so bili oslepljeni, medtem ko je veliko tistih, ki jim je uspelo pobegniti, umrlo na krovu preobremenjene begunske ladje, ki je bežala v Egejskem morju.
Medtem je Marcu Polu umrla mati in tako je odraščal s teto in stricem. Polo je bil dobro izobražen in se je naučil trgovskih veščin, poznal je tuje denarne valute, ocenjevanje in ravnanje s tovornimi ladjami, naučil pa se je verjetno tudi malo latinščine.
Leta 1269 sta se Niccolò in Maffeo vrnila k svojim družinam v Benetke, kjer sta se prvič srečala z mladim Marcom. Leta 1271, v času doža Lorenza Tiepola, je Marco Polo (star sedemnajst let) z očetom in stricem odpotoval v Azijo, kar je kasneje opisal v knjigi. V Benetke so se vrnili leta 1295, to je 24 let kasneje, z velikim bogastvom in zakladi. Prepotovali so skoraj 24.000 km.

### Genovsko ujetništvo in kasnejše življenje
Marco Polo se je vrnil v Benetke leta 1295 s precejšnjim premoženjem preračunanim v drago kamenje.
Benetke so bile v vojni z Republiko Genovo. S svojo galejo je stopil v vojno. Verjetno je bil ujet v spopadu leta 1296, v Turčiji, med Adano in zalivom Alexandretta in ne v bitki pri Korčuli (september 1298), ob dalmatinski obali. Ta zadnja trditev je posledica kasnejših ugotovitev (16. stoletje), ki jih je zabeležil Giovanni Battista Ramusio.
Več mesecev je preživel v zaporu in tam svojo pripoved potovanjih narekoval sojetniku Rustichello da Pisa, ki je vključil tudi zgodbe, kot tudi druge zbrane anekdote in dogodivščine iz Kitajske. Knjiga se je kmalu razširila po vsej Evropi v rokopisu in postala znana kot Potovanja Marka Pola. Le redki pa so takoj verjeli pravljičnim opisom. Potopis predstavlja Polova potovanja po vsej Aziji in daje Evropejcem prvi celovit vpogled na življenje na Daljnem vzhodu oziroma na Kitajskem, v Indiji in na Japonskem.
Polo je bil spuščen iz ujetništva v avgustu 1299, ko se je vrnil domov v Benetke, kjer sta njegov oče in stric kupila veliko hišo v contradi San Giovanni Crisostomo (Corte del Milion). Družba je nadaljevala svoje dejavnosti in Marco Polo je kmalu postal bogat trgovec. Financiral je nove ekspedicije, vendar sam ni nikoli več zapustil Benetk. Leta 1300 se je poročil z Donato Badoer, hčerjo trgovca Vitala Badoerja. Imela sta tri hčere, Fantino, Bellelo in Moreto.

### Smrt
Leta 1323 je bil Polo priklenjen na posteljo zaradi bolezni. 8. januarja 1324 je bil kljub prizadevanjem zdravnikov, na smrtni postelji. Da bi napisali oporoko, je njegova družina pripeljala Giovannija Giustinianija, duhovnika iz San Procola. Poleg žene in hčera je del zapuščine zase zahtevala tudi Cerkev. Še dodatno izplačilo je volil samostanu San Lorenzo in cerkvi na severnem robu Benetk, kjer je želel biti pokopan.
Preostanek premoženja, tudi posestva, so razdelili med posameznike, verske ustanove ter vse cehe in bratovščine, katerih član je bil. Odpisal je tudi več dolgov, vključno 300 lir, ki jih je dolgovala njegova sestra in drugi: samostan San Giovanni, San Paolo iz reda pridigarjev in duhovnik z imenom pater Benvenuto. Ukazal je 220 soldov nameniti Giovanniju Giustinianiju za njegovo delo kot notarju in molitve. Oporoka, ki je Polo ni podpisal, a je bila potrjena s takrat ustreznimi »signum manus«, s katerim je imel pravico razpolagati oporočitelj, je bila sestavljena dne 9. januarja 1324. Zaradi beneškega prava, ki je določalo, da se dan konča ob sončnem zahodu, ni bilo mogoče določiti točnega datuma smrti, vendar velja, da je bilo to med zahodom 8. in 9. januarja 1324.

## Potovanje Marca Pola
Verodostojne različice knjige Marca Pola ni, saj se zgodnji rokopisi bistveno razlikujejo. Objavljene izdaje knjige se zanašajo na posamezne rokopise ali so mešanica več različic skupaj, ali vsebujejo dodatne opombe; na primer v angleškem prevodu Henryja Yula. Angleški prevod A.C. Mouleja in Paula Pelliota iz leta 1938 temelji na latinskem rokopisu, ki so ga našli v knjižnici katedrale v Toledu leta 1932 in je za 50% daljši kot v drugih različicah. Obstajalo je okoli 150 rokopisnih izvodov v različnih jezikih preden so uredili tiskovna neskladja pri tiskanju in med kopiranjem in prevajanjem. Priljubljen prevod je izdala založba Penguin Books objavljeno leta 1958, avtorja R. E. Lathama in je sestavljen iz več besedil v berljivo celoto.
Polo je narekoval svoje spomine sojetniku Rustichellu da Pisa v zaporu Genovske republike. Rustichello je napisal naslov Book of the Marvels of the World (francosko: Livre des merveilles du monde ali Description of the World (Divisament du monde), in italijansko Il Milione (ali Oriente Poliano). Ideja je bila, da bi ustvaril priročnik za trgovce, predvsem besedilo o utežeh, merah in razdaljah.

### Pripoved
Knjiga se začne s predgovorom, ki opisuje očeta in strica, ki potujeta v Bolghar (danes v Tatarstanu) kjer je živel kan Berke. Leto kasneje so šli v Ukek (mesto v Zlati hordi) in še naprej v Buharo. Tam jih je odposlanec Levanta pozval, naj se srečajo s Kublajkanom, ki še nikoli ni srečal Evropejcev. Leta 1266 so dosegli sedež Kublajkana v Dadu (tudi Khanbaliq, takrat glavno mesto dinastije Yuan), danes Peking na Kitajskem. Kan jih je sprejel gostoljubno in jih spraševal v zvezi z evropskim pravnim in političnim sistemom. Vprašal jih je tudi o papežu in Cerkvi v Rimu. Potem ko sta brata odgovorila na vprašanja jima je dal pismo v katerem od papeža zahteva da 100 kristjanov seznani s Sedmimi umetnostmi ((Latinsko: artes liberales) slovnica, retorika, dialektika, geometrija, aritmetika, glasba in astronomija). Kublajkan je zahteval, da mu odposlanec prinese nazaj olje luči iz Jeruzalema. Dolgo obdobje med smrtjo papeža Klementa IV. leta 1268 in izvolitvijo njegovega naslednika, je povzročilo zamudo Polovim pri izpolnjevanju kanove prošnje. Upoštevali so predlog Theobalda Viscontija, papeškega legata za področje Egipta in se vrnili v Benetke leta 1269 ali 1270 ter počakali na imenovanje novega papeža, ki je omogočil Marcu Polu prvič videti svojega očeta. Star je bil petnajst ali šestnajst let.
Leta 1271 so se Niccolò, Maffeo in Marco Polo odpravili na potovanje, da izpolnijo zahtevo Kublajkana. Pluli so v Acre (danes S Izrael), nato jahali na kamelah v Perzijsko pristanišče Hormuz. Želeli so jadrati na Kitajsko, vendar ladje še niso bile usposobljene za plovbo, tako da so nadaljevali po kopnem, dokler niso prišli so kanove poletne palače v Shangduju, v bližini današnjega Zhangjiakou-ja (danes Notranja Mongolija). Tri leta in pol po odhodu iz Benetk, ko je bil Marco star okoli 21 let, jih je Kan pozdravil v svoji palači. Točen datum njihovega prihoda ni znan, vendar pa strokovnjaki ocenjujejo, da bi lahko bilo med letoma 1271 in 1275. Ob prihodu na dvor je Polo predal sveto olje iz Jeruzalema in papeška pisma.
Marco je znal štiri jezike in družina je imela veliko znanja in izkušenj, ki jih je Kan s pridom uporabil. Možno je, da je postal državni uradnik, saj je pisal o mnogih vladarskih obiskih v južnih in vzhodnih provincah Kitajske in daleč na jug in v Burmo.
Kublajkan se ni strinjal da Polovi zapustijo Kitajsko. Ti pa so postali zaskrbljeni glede varne vrnitve domov v primeru da bi Kan umrl in bi se njegovi sovražniki obrnili proti njim zaradi tesnega sodelovanja z Kanom. Leta 1291 je Kanov pranečak, kasneje vladar Perzije, poslal predstavnike na Kitajsko, da mu poiščejo ženo. Vprašali so Polove ali bi jih želeli spremljati in tako jim je bilo dovoljeno, da so se vrnili v Perzijo s svati. Še isto leto so zapustili Zaitun na južnem Kitajskem s floto 14 džunk. Odpluli so do pristanišča v Singapurju, potovali proti severu do Sumatre, odpluli zahodno od Trincomalee v pristanišče Džafna pod Savakanmaindan in do Pandyana v Tamilakkam. Polo opisuje kraljestvo Pandyan pod cesarjem Jatavarman Sundara Pandyanom I. kot najbogatejši imperij tedanjega časa. Polo je prispel v času vladavine Maravarman Kulasekara Pandyan I., sina Jatavarman Sundara Pandyan I. in enega od petih kraljevih bratov. Verjetno je Polo prečkal Arabsko morje pri Hormuzu. Dvoletno potovanje je bilo nevarno, saj je preživelo le osemnajst od 600 ljudi skupaj s Polovimi. Polo je zapustil poročno slavje po Hormuzu in potoval po kopnem do pristanišča Trebizond  (danes Trabzon) ob Črnem morju.

### Razprava
Nekaj virov navaja, da je bil Polo rojen na beneškem otoku Curzola, (sedanja Korčula - Hrvaška), vendar dokazov za to trditev ni. Njegov oče Niccolò je bil trgovec, ki je trgoval z Bližnjim vzhodom in postal bogat ter zelo ugleden mož. Niccolò in njegov brat Maffeo sta se odpravila na trgovsko plovbo, preden se je rodil Marco.
Skeptiki so se spraševali, če je Marco Polo dejansko šel na Kitajsko ali ni morda napisal svojo knjigo po pripovedovanju. Medtem ko Polo opisuje papirnat denar in kurjenje premoga, ne omenja Kitajskega zidu, kitajskih pismenk, palčk ali footbinding (Lotusovo stopalo). Če je bil namen Pola očarati druge z zgodbami o visoko cenjeni in napredni civilizaciji, potem je možno, da je izpustil tiste podrobnosti, ki bi povzročile pri njegovih bralcih, da bi se posmehovali Kitajcem z občutkom evropske premoči. Poleg tega, je Marco Polo živel med mongolsko elito. Povezovanje stopal je bilo redko celo med Kitajci in skoraj neznano med Mongoli. Kitajski zid je bil zgrajen, da prestreže napadalce s severa, medtem ko so bili vladajoča dinastija med obiskom Marca Pola to precej bolj severni napadalci. Raziskovalci so ugotovili, da je Kitajski zid, ki ga poznamo danes struktura, ki jo je zgradila dinastija Ming dve stoletji po tem, ko je Marco Polo potoval po teh krajih. Mongolski vladar, ki mu je Polo služil, je nadzoroval ozemlja tako severno in južno od današnjega zidu in ne bi imel razlogov, da bi imeli kakršne koli utrdbe. Drugi Evropejci, ki so potovali na Khanbaliq v času dinastije Yuan, kot Giovanni de 'Marignolli in Odoric Pordenone nista rekla ničesar o zidu.
Zagovorniki osnovne različice knjige odgovarjajo še bolj zavzeto. Sinolog in zgodovinar Univerze v Tübingenu Hans Ulrich Vogel je trdil, da Polov opis papirnatega denarja in proizvodnje soli podpira njegovo prisotnost na Kitajskem, saj so vključene take podrobnosti, ki jih sicer ne bi mogel napisati drugače. Gospodarski zgodovinar Mark Elvin v svojem predgovoru k Voglovi monografiji 2013 ugotavlja, da Vogel »dokazuje s primeri posebne primere prepričljivo verjetnost pristnosti« Polove pripovedi. Veliko težav je povzročil ustni prenos izvirnega besedila in širjenje precej različnih ročno kopiranih rokopisov. Na primer, ali je Polo izvajal politično oblast (seignora) v Yangzhou ali je tam le bival (sejourna). Elvin zaključuje, da je knjiga »v bistvu verodostojna, če se uporablja previdno, v širšem smislu in ji lahko zaupate kot resni, čeprav ni vedno dokončna, je le pričevanje«.

## Zapuščina

### Nadaljnje raziskovanje
Drugi manj znani raziskovalci so tudi odpotovali na Kitajsko, kot na primer Giovanni da Pian del Carpine, in mu je Polova knjiga pomagala, da je bila pot bolj znana. Krištof Kolumb se je prav tako zgledoval po Polovem opisu Daljnega vzhoda, ko je želel obiskati te dežele; izvod knjige je bil med njegovo prtljago, z lastnoročnimi opombami. Bento de Góis se je zgledoval po pisanju Pola v krščanskem kraljestvu na vzhodu, ko je prepotoval 6.400 km v treh letih po vsej Srednji Aziji. Nikoli ni našel kraljestva, vendar se je končalo njegovo potovanje ob Kitajskem zidu leta 1605, kar dokazuje, da je bil Kataj to, kar je Matteo Ricci (1552-1610) imenoval "Kitajska".
- Ovca Marco Polo, podvrsta Ovis ammon polii, se imenuje po raziskovalcu [42], ki jo je opisal v svojem potovanju preko Pamirja (starodavna gora Imeon) v letu 1271.[25]
- Leta 1851 zgrajena trijambornica Clipper, zgrajena v Saint John, New Brunswick, poimenovana Marco Polo, je bila prva ladja, ki je obplula svet v šestih mesecih.
- Leta 1961 so odprli v Benetkah letališče l'Aeroporto di Venezia-Marco Polo imenovano po Marku Polu.
- Program zvestobe iz Hong Konga, nosilec zastave Cathay Pacific je znana kot program Marco Polo Club.[26]
- Potovanja Marka Pola so izmišljena v romanu Brian Oswald Donn - Byrne Messer Marco Polo in v romanu Gary Jenningsa Journeyer iz leta 1984.

Polo je tudi osrednji lik v romanu Itala Calvina Invisible Cities.
- Leta 1982 je televizijska mini serija Marco Polo, v režiji Giuliano Montalda in predstavlja Polova potovanja, osvojila dva emmyja in bila nominirana še za šest več.[27]
- Marco Polo se pojavi kot velik raziskovalec v strateški video igri Civilization Revolution iz leta 2008.[28]
- Po Marcu Polu se danes imenuje krater na Luni, ki se nahaja v razgibanem vznožju južno od gorovja Montes Apenninus. To leži le 20 kilometrov zahodno od Mare Vaporum, v regiji Neistaknut, brez vidnih kraterjev v bližini.[29]

### Kartografija
Potovanja Marca Pola so imela določen vpliv na razvoj evropske kartografije, kar je kasneje omogočilo ero evropskih raziskovalnih potovanj.
Karta Fra Maura iz leta 1453, je dejal Giovanni Battista Ramusio, je bila delno osnovana na enem opisu Kitajske Marca Pola.
Iluminiran zemljevid sveta na pergamentu, ki ga je še vedno mogoče videti v veliki omari poleg kora v samostanu Camaldolese v San Michele di Murano, je bil od enega od samostanskih bratov, ki je imel veliko veselje s študijem kozmografije in je vestno sestavljal in kopiral iz najlepših in zelo starih navtičnih zemljevidov ter zemljevidov sveta, ki sta jih s Kitajske pripeljala Messer Marco Polo in njegov oče.